# Groslée-Saint-Benoît
Groslée-Saint-Benoît é uma comuna francesa na região administrativa de Auvérnia-Ródano-Alpes, no departamento de Maine-et-Loire. Estende-se por uma área de 28,92 km². Em 2010 a comuna tinha 1 239 habitantes (densidade: 42,8 hab./km²).
A municipalidade foi estabelecida em 1 de janeiro de 2016 e consiste na fusão das antigas comunas de Groslée e Saint-Benoît.